# Любня
Любня (пол. Lubnia) — село в Польщі, у гміні Бруси Хойницького повіту Поморського воєводства.
Населення — 1001 особа (2011).
У 1975-1998 роках село належало до Бидгощського воєводства.

## Демографія
Демографічна структура станом на 31 березня 2011 року:
|          | Загалом | Допрацездатний вік | Працездатний вік | Постпрацездатний вік |
| -------- | ------- | ------------------ | ---------------- | -------------------- |
| Чоловіки | 517     | 148                | 332              | 37                   |
| Жінки    | 484     | 126                | 291              | 67                   |
| Разом    | 1001    | 274                | 623              | 104                  |